# سونی اریکسون پی۸۰۰
سونی اریکسون پی۸۰۰ (به انگلیسی: Sony Ericsson P800)، یک‌نمونه از گوشی‌های تلفن همراه سری پی (به انگلیسی: P) شرکت سونی اریکسون می‌باشد که توسط همین شرکت به بازار عرضه شده‌است.

## اطلاعات فنی
این موبایل از سیستم عامل UIQ 2.0 استفاده می کند و دارای صفحه نمایش لمسی شبیه به PDA است. از پردازنده ARM9 با فرکانس ۱۵۶ مگاهرتز بهره می‌برد که در مدل های P900 و P910 هم استفاده شده است.